# Furesø Kommune
Furesø Kommune [ˈfuːʀəsøːʔ] ist eine Kommune in der dänischen Region Hovedstaden. Sie hat 42.077 Einwohner (Stand 1. Januar 2023) und eine Fläche von 56,80 km². Sitz der Verwaltung ist in Farum.
Furesø Kommune liegt 20 km nordwestlich von Kopenhagen. Im Kommunengebiet gibt es große Waldgebiete und mehrere Seen, nach dem größten dieser Seen, dem Furesø (deutsch Furesee), ist die Kommune benannt.
Das Gemeindegebiet liegt beidseits der ehemaligen Grenze zwischen dem Frederiksborg Amt (Ølstykke Herred) und Københavns Amt (Smørum Herred). Die Kommune entstand bei der Kommunalreform am 1. Januar 2007 aus dem Zusammenschluss der bis dahin selbständigen Kommunen Farum im Frederiksborg Amt und Værløse im Københavns Amt.

## Töchter und Söhne der Kommune
- Frederik Rodenberg (* 1998), Radrennfahrer

## Kirchspielsgemeinden und Ortschaften in der Kommune
Auf dem Gemeindegebiet liegen die folgenden Kirchspielsgemeinden (dän.: Sogn) und Ortschaften mit über 200 Einwohnern (byer nach Definition der dänischen Statistikbehörde), bei einer eingetragenen Einwohnerzahl von Null hatte der Ort in der Vergangenheit mehr als 200 Einwohner:
| Nr. | Kirchspiel    | Einwohner | Ortschaft                         | Einwohner        |
| --- | ------------- | --------- | --------------------------------- | ---------------- |
|     | Farum Sogn    | 20.850    | Birkerød Farum                    | 4 20.317         |
|     | Hareskov Sogn | 3.834     | Hareskovby                        | 3.834            |
|     | Værløse Sogn  | 17.317    | Kirke Værløse Smørumnedre Værløse | 992 1.998 13.203 |

1. ↑  Die Stadt Birkerød liegt zum größten Teil auf dem Gebiet der Birkerød Sogn und Bistrup Sogn in der Rudersdal Kommune, zu jeweils einem kleinen Teil aber auch auf dem Gebiet des Blovstrød Sogn in der Allerød Kommune und eben des Farum Sogn.
2. ↑  Ein Teil des Gebietes der Kommune, das der Stadt Hareskovby entspricht, gehört zum Siedlungsgebiet Hovedstadsområdet. In diesem Gebiet, (innerhalb dessen keine weiteren Orte unterschieden werden) leben derzeit 3834 Einwohner.
3. ↑  Die Stadt Smørumnedre liegt zum größten Teil auf dem Gebiet des Måløv Sogn in der Ballerup Kommune und des Smørum Sogn in der Egedal Kommune, zu einem kleinen Teil aber auch auf dem Gebiet des Værløse Sogn.

## Sehenswürdigkeiten
- Immigrantmuseet